# Paralelo 40 sur
El Paralelo 40 Sur es el paralelo que está 40° grados al sur del plano ecuatorial terrestre.
A esta latitud el día dura 9 horas con 19 minutos en el solsticio de junio y 15 horas con 1 minuto en el solsticio de diciembre.
Comenzando por el meridiano de Greenwich y tomando la dirección este, el paralelo 40 sur pasa por:
| País, territorio o mar | Notas                                                             |
| ---------------------- | ----------------------------------------------------------------- |
| Océano Atlántico       |                                                                   |
| Océano Índico          |                                                                   |
| Australia              | Isla King, Tasmania                                               |
| Estrecho de Bass       |                                                                   |
| Australia              | Isla Flinders, Tasmania                                           |
| Océano Pacífico        | Mar de Tasmania                                                   |
| Nueva Zelanda          | Isla Norte                                                        |
| Océano Pacífico        |                                                                   |
| Chile                  | Región de Los Ríos, Valdivia                                      |
| Argentina              | Neuquén, Río Negro en Viedma, Buenos Aires en Carmen de Patagones |
| Océano Atlántico       |                                                                   |